# 精靈國度
精靈國度是一款德式桌上遊戲，由所設計，由公司在德國發行，在美國則由於1998年發行。它於1998年贏得德国年度遊戲和德国游戏奖第三名。本作是給二到六個玩家，最佳的進行人數是四到五個人，此遊戲之目的是拜訪各處的精靈聚落，由經過最多者獲勝。

## 背景
為了成為下一任的精靈王，精靈王子們要到各處去爭取各地的精靈們之支持，以選舉用語來說就是固樁腳。

## 交通工具
因為不是一般的凡夫俗子，加上路途遙遠，王子們當然不能只靠十一路公車，所以在不同的地方就要使用不同的交通工具，共有
- 矮人拉車
- 精靈腳踏車
- 巨大山豬
- 筏子
- 獨角獸
- 飛龍
- 魔法雲

## 配件
- 一大塊可摺疊的精靈國度地圖
- 一疊的交通工具牌
- 一堆代表交通工具的硬紙小配件（其中還有路障）
- 六隻精靈之靴（作成靴狀的棋子）
- 規則書

## 遊戲過程概述
遊戲中可以自由地決定路線，但是所經之路必須有交通工具，而使用交通工具必須用交通工具牌，若有路障則多用一張牌，水路不需要也不可以放置交通工具和路障，但是必須要有筏子的牌。

## 相關作品
Elfengold，是精靈國度的擴充版，不過不好找。此外還有紙牌遊戲König der Elfen。

## 連結
小古桌上遊戲討論區 （页面存档备份，存于）

Boardgamegeek的資料 （页面存档备份，存于）